# Király-kúti-zsomboly
A Király-kúti-zsomboly Magyarország fokozottan védett barlangjai közül az egyik. A Bükki Nemzeti Park területén található. A zsombolyból pleisztocén ősmaradványok kerültek elő. A gyűjtött leletek között vannak rozsomák, barlangi medve és barlangi hiéna csontok is.

## Leírás
A bükk-fennsíki Kis-fennsíkon, a Forrás-völgy Szeleta-tető felőli oldalában, a Szeleta-tető északi oldalában, a völgytalp felett körülbelül 18 méter magasságban található a bejárata, amely a Büdös-pesttől körülbelül 100 méterre van. A meredek és sziklás hegyoldalban nyíló, rejtett, de aránylag nagy méretű, 2,1×1,7 méteres és ovális bejárata természetes eredetű és függőlegesen halad lefelé. Az elágazó barlang nincs lezárva.
A Bejárati-kürtő öt méter mély. A függőleges jellege miatt nevezték el zsombolynak. A hálózatos alaprajzú zsomboly tektonikus törésvonalak mentén, középső triász és felső triász mészkőben keletkezett. A létrejöttében fontos szerepe volt még a préselt és a gyűrődött kőzetrétegeknek. Inaktív víznyelőbarlang. A befoglaló kőzetben apró tűzkövek figyelhetők meg. Az egykori vízszint alatt gömbfülkék, kőhidak, gömbüstök, buborékcsatornák és mennyezeti vályúk képződtek. A Kút nevű része hat méter mély, a Kápolna nevű terem, ahol a függőcseppköves és állócseppköves Oltár található a barlang legnagyobb, 6×3 méteres terme. A barlangban sok a különböző színű és formájú cseppkő, például függőcseppkő, állócseppkő, cseppkőoszlop, búbos kemence, cseppkőlefolyás, cseppkőzászló, cseppkődrapéria, szalmacseppkő és farkasfogas cseppkő, de ezeknek a mérete kicsi. Borsókövek és heliktitek is találhatók a falakon. Sok kiválását megrongálták, letörték.
A felszíntől távoli szakaszok levegőjének a hőmérséklete 6,8–8,2 °C között ingadozik és a relatív páratartalma majdnem 100%. 1931 júliusában a felszín közeli Cseppköves-hasadékban 13 °C volt a léghőmérséklet. A barlangba kis mennyiségben szivárog, csepeg be a felszínről a víz. A legmélyebb pontja a völgytalp szintje alatt körülbelül 25 méter mélységben van. A barlang vízszintes kiterjedése 31 m, becsült térfogata 260 m³. Denevérek is előfordulnak benne. Szabadon megtekinthető, a bejáráshoz barlangjáró alapfelszerelés és barlangjárási gyakorlat kell, de a Bejárati-kürtőben ajánlott kötelet használni.
Sebős Károly a barlang feltárásakor csontokat gyűjtött a kitöltésből. A sok fajtól származó holocén és a fontosabb felső pleisztocén leletek meghatározását Kormos Tivadar, Véghelyi Lajos, Szelényi Gusztáv, Vásárhelyi István és Vasvári Miklós végezte. Az összekeveredett, kilúgozott és nagyon kopott csontok lelőhelye másodlagos eredetű. A maradványok a befolyó vízzel és a barlangbejáratnál élt gyöngybaglyok köpeteivel kerültek a megtalálási helyükre. A gyöngybaglyok jelenléte Sebős Károly publikációja alapján azért feltételezhető, mert a leletek között sok volt a cickánymaradvány és Sebős Károly már sokszor látott gyöngybaglyot a bükki és a pilisi zsombolyok bejáratából kirepülni. A pleisztocén leletek között volt rozsomák, barlangi medve, zerge, barlangi hiéna, menyét, nyest, erdei cickány, törpe pocoknyúl, pocok, sarki hófajd és alpesi hófajd maradványa is. A holocén leletek közül a denevérek csontjai voltak a tudomány számára a legértékesebbek. Közülük hat faj a meghatározáskor a Bükk denevérfaunájában még ismeretlen volt. Ez a hat faj a nagyfülű denevér, a horgasszőrű denevér, a vízi denevér, a tavi denevér, a bajuszos denevér és a csonkafülű denevér.
Rozsomákcsont a Király-kúti-zsombolyon kívül eddig hét magyarországi barlangból került elő, a Lengyel-barlangból, a Pes-kő-barlangból, a Pilisszántói-kőfülkéből, a Puskaporosi-kőfülkéből, a Remete-barlangból, a Remete-hegyi-kőfülkéből és a Suba-lyukból.
Előfordul irodalmában Büdös-pest-zsomboly (Hevesi 1977), Büdöspest-zsomboly (Schréter 1959), Büdöspest zsomboly (Örvös 1962), Királykuti zsomboly (Kadić 1932), Király-kuti-zsomboly (Bertalan, Schőnviszky 1973–1974), Királykúti-aknabarlang (Regős, Nyerges 2003), Királykúti aknabarlang (Kordos 1984), Királykúti-barlang (Kadić 1931), Királykúti-zsomboly (Wagner 1942) és Királykúti zsomboly (Sebős 1932) neveken is. 1979-ben volt először Király-kúti-zsombolynak nevezve a barlang az irodalmában. Mészáros Károly 1975-ben írt egy Király-zsombolyról, de az a barlang a Király Lajos-zsomboly.

## Kutatástörténet
Valószínűleg régóta ismert volt bejárati része. 1926-ban Kadić Ottokár megvizsgálta miután a Büdös-pestben ásatást végző egyik munkása megmutatta. A zsomboly ekkor 5,5 méter mély volt. 1931-ben Kadić Ottokár Sebős Károlyt kérte meg, hogy mérje fel a barlangot és készítse el barlangtérképét. 1931. május 18-tól Sebős Károly felmérte, majd később bontásokkal új részeket tárt fel és csontmaradványokat gyűjtött benne. A megnagyobbodott barlangot újból felmérte és elkészítette barlangtérképét, valamint az érdekesebb részek fényképeit.
Június 5-én a Schőnviszky Lászlótól kapott műszerekkel elkezdte mérni a barlang hőmérsékletét és páratartalmát. Majdnem folyamatosan, néhány hónap kivételével havonta két évig mérve volt a barlang néhány pontjának levegője, a levegő hőmérséklete és a levegő páratartalma, valamint a talaj hőmérséklete. A zsomboly négy helyén végezte a méréseket, a zsomboly bejárat, a Cseppköves-hasadék, a Kupola-terem és a Kápolna nevű részeken. A vizsgálatsorozattal meg lett állapítva, hogy alig van légmozgás a zsombolyban. Kis mértékű légáramlás csak a Cseppköves-hasadékban és a Kupola-teremben van. 1931 júliusában a Cseppköves-hasadékban 13 °C volt a léghőmérséklet. A Turisták Lapja 1931. évi 9. számában megjelent egy Schőnviszky László által készített fénykép a barlangról. Sebős Károly Schőnviszky László közreműködésével vizsgálta a barlangot (Kadić 1932). Czájlik Péter tanulmánya szerint 1931–1932-ben gyűjtötte Sebős Károly a csontmaradványokat és ezeket Véghelyi Lajos határozta meg és állította össze a barlang faunalistáját 1932-ben.
Az 1932. évi Turistaság és Alpinizmusban Sebős Károly arról számolt be, hogy több ezer csontdarab, főleg állkapcsok kerültek elő a barlangból és a Királykúti zsomboly a második olyan bükki barlang, ahol nagy mennyiségű mikrofauna maradványra akadtak. 1933 februárjában ismeretlenek a Kupola-terem nagy méretű, kecsketőgyhöz hasonló függőcseppkövét letörték és darabokra törve a Büdös-pestbe vitték. 1933. november 21-én Sebős Károly a Magyar Barlangkutató Társulat szakülésén előadást tartott a barlangról és a barlangban végzett kutatásairól. 1933. december 1-jén Sebős Károly ismertette a barlang faunáját a Királyi Magyar Természettudományi Társulat állattani szakosztályának 345. ülésén. Az ülésen tartott előadásról az Állattani Közlemények 1934. évi 1–2. füzetében lehet olvasni. Itt található az a hír is, hogy Sebős Károly előadása az Állattani Közlemények következő füzetében fog megjelenni, de az előadás az Állattani Közleményekben nem jelent meg. A Magyar Barlangkutató Társulat szakülésén elhangzott előadás a Barlangvilág 1934. évi 1. füzetében jelent meg nyomtatásban. A publikáció alapján a barlang ekkor körülbelül 26 méter mély volt és végpontja körülbelül öt méterrel volt mélyebben a völgyfenék alatt.
Schőnviszky László 1937-ben megjelent összefoglaló publikációjában részletesen le van írva a barlang. A tanulmány szerint a Büdös-pesttől 120 méterre nyugatra található. A 26 méter mély barlangban különleges cseppkőképződmények vannak és a Bükk egyik legérdekesebb kis zsombolya. 1939-ben Kerekes József tanulmányozta karsztmorfológiai szempontból és 1939. április 25-én a Magyar Barlangkutató Társulat szakülésén előadást tartott vizsgálatainak eredményeiről. Az előadás szerint a barlang oldással kitágult hasadékrendszere az ópleisztocén korban alakult ki és a barlang kialakulási fázisai a Szent István-barlang kialakulási fázisaival teljesen megegyeznek. Vásárhelyi István 1939-ben megjelent publikációjában az olvasható, hogy a kereknyergű patkósdenevér egyik lelőhelye a barlang.
1941. március 28-án Boros Ádám a Magyar Barlangkutató Társulat szakülésén előadást tartott a barlangnyílások növényvilágáról és ekkor elhangzott, hogy ez a zsomboly is egy jellegzetes flórájú barlang. A Barlangvilág 1942. évi évfolyamában Wagner János azt közölte, hogy az óriás meztelencsiga (Limax cinereoniger) ebből a barlangból is előkerült. A Barlangkutatás 1943. évi 3. füzetében publikált Dancza János által írt tanulmányban víznyelő zsombolynak van leírva.
Kadić Ottokár 1952-ben befejezett kéziratában az olvasható, hogy a barlangot ő mérte fel 1926-ban 5,5 méter mélységig és ő adta neki a Királykuti zsomboly nevet. A kézirat szerint Sebős Károly nem egyedül fedezte fel a barlang folytatását és nem egyedül gyűjtötte a csontokat. Schréter Zoltán 1959. évi Karszt- és Barlangkutatásban megjelent tanulmánya alapján két szintből áll, körülbelül 20–25 méter mély és felső ladin-karni világosszürke mészkőben jött létre.
Az 1962-ben kiadott Bükk útikalauz megemlíti, hogy a Kis-fennsíkon található. Az 1973–1974. évi Karszt- és Barlangkutatásban megjelent Bibliographia spelaeologica hungarica barlangnévmutatójában szerepel a Bükk hegységben lévő, hámori barlang Király-kuti-zsomboly néven. A barlangnévmutatóban fel van sorolva 16 irodalmi mű, amelyek foglalkoznak a barlanggal. 1975-ben a Herman Ottó Karszt- és Barlangkutató Csoport tagjai szerkesztették és rajzolták meg barlangtérképét.
Az 1976-ban befejezett Magyarország barlangleltára című kéziratban az olvasható, hogy a Bükk hegységben, a miskolci Hámoron lévő Király-kuti-zsomboly további nevei Büdöspest-zsomboly és Király-kuti-aknabarlang. A Büdös-pesttől Ny-ra kb. 120 m-re van a hegyoldalban nyíló és függőleges bejárata. A több szintes aknabarlang 26 m mély. Különleges cseppkövei vannak és pleisztocén végi gerinces fauna került elő a barlangból. A kézirat barlangra vonatkozó része 3 irodalmi mű alapján lett írva. Az 1977-ben kiadott Bükk útikalauzban két barlangként van leírva a Király-kúti-zsomboly. Az útikalauz szerint a Királykúti-zsomboly 26 méter mély, a Büdös-pest-zsomboly körülbelül 20–25 méter mély.
Az 1979-ben megjelent Barlangok a Bükkben című kiadványban szó van arról, hogy a környéken több kisebb-nagyobb üreg van, amelyek közül a legjelentősebb a Király-kúti-zsomboly. Ez a szép kis barlang a Büdös-pesttől Ny-ra 80 m-re helyezkedik el és bejárni csak barlangos felszereléssel lehet. 1982-ben Kárpát József szerkesztette meg vázlatos hosszmetszet térképét.
Az 1982-ben kitöltött barlangkataszteri törzslapja szerint 275 m tengerszint feletti magasságban nyílik, kb. 120 m hosszú, kb. 40 m vízszintes kiterjedésű, kb. 40 m mély és triász mészkőben alakult ki. Czájlik Péter 1983-as tanulmányában található a Sebős Károly által gyűjtött és Véghelyi Lajos által meghatározott fajok listája, amely nyomtatásban addig még nem jelent meg. Az 1984-ben kiadott Magyarország barlangjai című könyv országos barlanglistájában szerepel a Bükk hegységben lévő barlang Király-kúti-zsomboly néven Büdöspest zsomboly és Királykúti aknabarlang névváltozatokkal. A listához kapcsolódóan látható az Aggteleki-karszt és a Bükk hegység barlangjainak földrajzi elhelyezkedését bemutató 1:500 000-es méretarányú térképen a barlang földrajzi elhelyezkedése. 1987-ben Kováts Nóra jelentésben számolt be a barlangban végzett denevérmegfigyeléseiről.
1992-ben a BEAC Barlangkutató Csoport tagjai mérték fel a barlangot és szerkesztették meg alaprajzi barlangtérképét szelvényekkel. A barlangtérkép alapján felmért hossza 138,5 méter és mélysége 39,7 méter. 1993. április 8-tól a környezetvédelmi és területfejlesztési miniszter 12/1993. (III. 31.) KTM rendelete szerint a Bükk hegységben lévő Király-kúti-zsomboly fokozottan védett barlang. Genetikai értéke és sok képződménye, valamint a képződmények veszélyeztetettsége miatt lett fokozottan védett barlang. 1999-ben két darab barlangi vakászkát, Mesoniscus granigert és álskopiót találtak járataiban. 2001. május 17-től a környezetvédelmi miniszter 13/2001. (V. 9.) KöM rendeletének értelmében a Bükk hegység területén lévő Király-kúti-zsomboly fokozottan védett barlang. Egyidejűleg a fokozottan védett barlangok körének megállapításáról szóló 1/1982. (III. 15.) OKTH rendelkezés hatályát veszti. A 2003-ban megjelent Magyarország fokozottan védett barlangjai című könyv szerint vízszintes kiterjedése 31×15 méter.
A 2005-ben kiadott Magyar hegyisport és turista enciklopédia című kiadványban önálló szócikke van a barlangnak. A szócikk szerint a Király-kúti-zsomboly a Bükk hegységben található és fokozottan védett természeti érték. A Forrás-völgy Szeleta-tető felőli oldalában, a völgytalp felett kb. 18 m-re, 275 m tszf. magasságban van az aránylag nagy, ovális, függőlegesen lefelé haladó bejárata, amely a meredek, sziklás területen jól rejtőzködik. Bejárati, kb. 5 m-es része valószínűleg régóta ismert volt, a további járatokat Sebős Károly a barlang felmérésével egyszerre, 1931-ben fedezte fel. A 138 m hosszú és 40 m mély, hálózatos alaprajzú, régi víznyelő triász mészkőben keletkezett. Mára már jelentősen sérültek az aknarendszer falait díszítő, változatos színű és formájú cseppkövek, illetve egyéb, a Bükk hegység barlangjaiban ritkaságnak számító ásványkiválások. Barlangjárási gyakorlattal és alapfelszereléssel járható a szabadon látogatható barlang.
2005. szeptember 1-től a környezetvédelmi és vízügyi miniszter 23/2005. (VIII. 31.) KvVM rendelete szerint a Bükk hegységben lévő Király-kúti-zsomboly fokozottan védett barlang. 2015. november 3-tól a földművelésügyi miniszter 66/2015. (X. 26.) FM rendelete szerint a Király-kúti-zsomboly (Bükk hegység) fokozottan védett barlang.

## További irodalom
- Czenthe Huba: A Bükk-hegység barlangjai. Kézirat (szakdolgozat) a KvVM Barlang- és Földtani Osztályon. Eger, 1965. 95. old.
- Kormos Tivadar: A jégkorszak. Képek az ősember életéből. In: Lambrecht Kálmán: Ősvilágok élete. Az ősember. Budapest, Dante, 1931. (3. kiadás) 8. és 19–23. fejezet.
- Lambrecht Kálmán: Herman Ottó élete. Budapest, 1933. 262 old. (Könyvbarátok kis könyve.)
- Németh Zsolt – Nyerges Attila: A Királykúti-zsomboly felmérése. Kézirat, 1992. (A kézirat megtalálható a KvVM Barlang- és Földtani Osztályon.) (Ezt a kéziratot Székely Kinga könyve említi, de a megadott helyen nem található.)
- Tasnádi Kubacska András (Kubacska András): Hazánk barlangjaiból ismeretes ősgerinces maradványok és kutatásuk története. Acta Biol. N.S., 1931. (Tom. 1.) Szeged. 115–126. old. (VII–X. tábla)